# 阿克拉姆·阿菲夫
阿克拉姆·哈桑·阿菲夫·叶海亚·阿菲夫（阿拉伯语：أَكْرَم حَسَن عَفِيف يَحْيَى عَفِيف；1996年11月18日—），是一名卡塔尔足球運動員，亦有坦桑尼亞國藉，司職边锋。現效力於卡塔尔星级足球联赛俱樂部萨德，他也代表卡塔尔国家足球队。

## 國家隊生涯
2022年11月，阿菲夫入選2022年卡達世界盃卡塔爾26人大名單。

## 荣誉

### 俱乐部
萨德
- 卡塔尔星级足球联赛冠军：2018-19、2020-21、2021-22
- 卡塔爾酋長盃冠军：2020、2021
- 卡塔尔杯冠军：2020、2021
- 卡塔爾謝赫賈西姆盃冠军：2019
- 卡塔爾星盃冠军：2019-20

### 国家队
卡塔爾國家隊
- 亚足联亚洲杯冠军：2019、2023
- 國際足協阿拉伯盃季军：2021